# 江志仁
江志仁，香港著名作曲家，筆名C.Y. Kong（主要使用）、山本洋太 或其諧音「思歪江」。
他主要和王菲、張國榮、陳奕迅等人作曲及擔任歌曲監製。2016年獲邀擔任黎明Leon 30th Anniversary Random Love Songs 4D in Live 2016演唱會的音樂顧問。

## 作品列表
（按發表年份排列）

### 1991年
| | |
| - 歐陽德勛 - 情是太真（曲、詞、編） - 歐陽德勛 - 你好嘢（曲、編） - 歐陽德勛 - 困（Confused Beat）（曲、與黃尚偉共同編曲） | - 蔡立兒 - Say U Love Me（曲、與黃尚偉共同編曲） - 鄭秀文 - Friends（曲、詞、編） - 鄭梓浩 - 男人眼淚（曲、編） |

### 1992年
| | |
| - 廉政行動主題音樂（曲、編） - 吳君如 - 巴老彈星人報佳音（編，與陳光榮合編） - 李克勤 - 敷衍（曲（與雷頌德合寫）、詞、編） - 周慧敏 - 怎可以沒有感情（詞、編） - 周慧敏 - 擁抱吧（詞、編） - 張立基 - My Baby（國語版：My Baby） - 劉彩玉 - 關不住我心情（曲、編） - 鄭秀文 - 2gether（與雷頌德合寫） | - 鄭秀文 - It's too late（編） - 黎瑞恩 - Lovers（曲） - 張智霖 - 沒有想到會是你（曲、編） - 何寶生 - 歎息故事（與雷頌德合寫） - 黃子華 - 跟住去邊度（曲、編） - 草 蜢 - 等你想你再親你（編） - 草 蜢 - 沒緣份的戀人（編） - 許志安 - 夜夜夢魂中（編） |

### 1993年
| | |
| - The Party - 下雨了 - 王 菲 - 不再兒嬉（曲、編） - 王 菲 - 夜半醉（編） - 王 菲 - 流非飛（曲、編） - 王 菲 - 若你真愛我（編） - 王 菲 - 雨天沒有你（編） - 王 菲 - Do Do Da Da（編） - 王 菲 - 只因喜歡Faye（編、監（與Alvin Leong合監）） - 王馨平 - You Drive Me Crazy（Part I）（編） - 王馨平 - You Drive Me Crazy（Part II）（編） - 王馨平 - 在你走的一天（編） - 王馨平 - Keep Fit舞（編） - 王馨平 - 你太貪心（編） - 王馨平 - 打聽我的愛情（編） - 王馨平 - 不要慰問（曲、詞、編） - 王馨平 - 寒冰（曲、詞、編） - 吳君如 - 她怎麼了（編） - 李樂詩 - 情熱晚裝（曲、詞、編） - 李樂詩 - 跟我感覺走（編） - 周慧敏 - 自動自覺（國語版：用眼神將我淹沒） - 張智霖 - 禮拜五慾望（曲、編） - 張智霖 - 風雪故人來（編） - 梁雁翎 - 好聚好散（編） - 莫文蔚 - 這等待眼睛（監（與雷頌德合監）） - 莫文蔚 - 原來……沒可能（詞（與曲曲合詞）、編、監（與雷頌德合監）） - 莫文蔚 - 下雨的日子（監（與雷頌德合監）） - 莫文蔚 - 來吧（曲、編、監（與雷頌德合監）） - 莫文蔚 - 可曾是錯（詞、編、監（與雷頌德合編、監）） - 陸家俊 - Let Me Be Your Love（詞） - 許志安 - 反正經（曲、編） - 許志安 - 一成不變的謊言（曲、編） - 軟硬天師 - 中國製造 - 軟硬天師 - 叱吒勁歌金曲（與黃霑合寫） | - 軟硬天師 - Hi Ho（與Leigh Harline、Frank Churchill、Paul Smith合寫） - 軟硬天師、黃耀明 - 愛式（與Fabio Carli合寫） - 郭富城 - 雨中感歎號（編） - 郭富城 - 童話小公主（編） - 郭富城 - Thanks（編） - 郭富城 - 這一雙眼睛（曲、詞、編） - 郭富城 - Do Something Crazy（編） - 彭 羚 - Cassappella - 彭 羚 - Stay - 彭 羚 - 一個舊朋友 - 彭 羚 - 戀火（編） - 彭 羚 - 如果得不到愛情（曲、編） - 溫碧霞 - Don't Leave Me Tonight（曲、詞、編） - 楊采妮 - 愛的感覺（曲、詞、編） - 楊采妮 - 你對我說：快睡吧！（曲、編） - 楊采妮 - 不玩大富翁（曲、編） - 楊采妮 - 擺脫都市病（曲、編） - 葉玉卿 - 沉默的戀人 - 鄭秀文 - 一水隔天涯（編） - 鄭秀文 - 大報復（曲、編） - 鄭秀文 - 熱脹冷縮（曲、編） - 黎明 - 熱舞一族（編） - 黎明詩 - 風越急時愛越見（曲、編） - 黎明詩 - 真不該！為你心痴（編） - 黎明詩 - 當天初相見（編） - 黎明詩 - 真不該！為你心痴（Remix）（編） - 黎 姿 - 我這樣愛你錯了嗎？（編） - 黎 姿 - 情迷夜雨（曲、編） - 黎瑞恩 - 自動消失lonely days（編） - 蘇永康 - BABY JAZZ（曲、詞、編） - 蘇永康 - 戀愛實驗（編（與Vastine Pettis、黃尚偉合編）） - 蘇 芮 - 漂亮的方向 |

### 1994年
| | |
| - 王 菲 - 純情（曲、編） - 王 菲 - 夢遊（曲、編） - 王 菲 - 回憶是紅色天空（編（與Adrian Chan合編）） - 江希文 - Prelude（曲、編、監） - 江希文 - Hey! Liz（曲、詞、編） - 江希文 - 伝說少女（hey! liz m/e mix）（曲、詞、編、監） - 江希文 - 輕的感覺（夢幻 m/e mix）（編、監） - 江希文 - 你是壞人（仇恨 m/e mix）（編、監） - 江希文 - 七日七夜（爭霸 m/e mix）（編、監） - 江希文 - 講不完的電話（痴纏 m/e mix）（編、監） - 江希文 - Thank You For Your Love（深情 m/e mix）（曲、詞、編、監） - 江希文 - Epilogue（曲、編、監） - 呂 方 - 若我會飛多好 - 呂 方 - 新宿愛的故事 - 杜德偉 - 你使我渴望（曲、編） - 林憶蓮 - 決心（Remix）（曲、編） - 林憶蓮 - 沉淪（編） - 韋綺姍 - 一晚六晚七晚 - 風火海 - 他有自由（曲、編） - 倫永亮 - 沒有心情去失戀（曲、編） - 草 蜢 - 未必（編） - 馬浚偉 - 同相擁醉鄉（曲、編） - 馬浚偉 - 愛的化身（曲、編） - 張立基 - 不要悶人 - 張學友、王 菲 - 非常夏日（編） | - 張學友、王 菲 - 愛一次給不完（編） - 梁朝偉 - 無限次（曲、編、監（與周禮茂合監）） - 梁朝偉 - 追夢人（曲、編、監（與Adrian Chan合曲、編）） - 梁朝偉 - 過去四分零五秒（監） - 梁朝偉 - 愛情釀的酒（編、監） - 梁朝偉 - 原來不懂得戀愛（曲、編、監（與Adrian Chan合曲、編）） - 梁朝偉 - 馬德里的情人（編、監（與Adrian Chan合編）） - 許志安 - 霓紅光管高高掛（曲、編） - 許志安 - 禁區（曲、編） - 許志安 - 緊緊擁你在胸懷（曲、編） - 許志安、鄭秀文 - 非一般愛火（編（與江港生合編）） - 郭富城 - 個個讚你乖（曲、編） - 陳雅倫 - ！咩話？（曲、編） - 彭 羚 - 這夜你好嘛？（曲、編） - 彭 羚 - 戀火（Remix）（編） - 彭 羚 - 如果得不到愛情（Remix）（曲、編） - 湯寶如 - 偷窺（曲、編） - 馮博娟 - 不是擺花街（編） - 葉玉卿 - 誰能瀟灑笑 - 劉德華 - 愈愛愈蠢（曲、編） - 鄭秀文 - 熱愛島（曲、編，Alvin Leong合監） - 蘇永康 - 熱線娃娃（曲、編） - 蘇永康 - 落葉（曲、詞、編） - 蘇永康 - 落葉（Jazzing Memories Mix）（曲、詞、編） |

### 1995年
| | |
| - 王 菲 - 迷路（曲、編） - 王 菲 - (無題)（曲、編） - 王馨平 - Desire（曲、編） - 王馨平 - 何必迫我絕情（曲、詞、編） - 吳君如 - 識做識玩（曲、編） - 周慧敏 - 多一點愛戀 - 孫耀威 - 蝴蝶吻（曲、編、監） - 翁倩玉 - 比星光燦爛 - 許志安 - 迷糊、情慾、對像 - 陳紀匡 - 渾渾噩噩 - 彭 羚 - 不知不覺愛上你（曲、編） - 彭 羚 - 喜歡最喜歡你（曲、編） - 葉蒨文 - 自信 - 劉德華 - 愛你沒問題 | - 鄭秀文 - 折翼天使（曲、編、監） - 鄭秀文 - 愛的極品（曲、編） - 黎 明 - 醉溫馨（曲、詞、編） - 黎 明 - 十字天使（曲、編） - 黎 明 - 溫暖人間（曲、編） - 黎 明 - 危情追（曲、編） - 黎 明 - 最真一吻（曲、編） - 黎瑞恩 - 錯在多情（曲、編） - 戴恩玲 - 查你的天使（曲、編） - 蘇永康 - 你想怎樣（曲、監） - 蘇永康 - 殤愛（（曲、詞與蘇永康合寫）、編） - 蘇永康 - 禁戀（曲、詞、編） - 蘇永康 - 就此分手（（曲與蘇永康合寫）、編、監） |

### 1996年
| | |
| - 王馨平 - 這是我的眼淚（曲、詞、編） - 何超儀 - 何家淑女（曲、編） - 李克勤 - BA BA 您好嗎？（曲、詞（與林振強合寫）、編） - 車沅沅 - 其實你可以 - 唐文龍 - déjà Vu（曲、編） - 張國榮 - 偷情（曲、編） - 張國榮 - 談情說愛（曲、編） - 張國榮 - 紅（編） - 許志安 - 一丁點（曲、編、監） - 許志安 - 醉迷人是您（監） - 許志安 - 奇奇怪怪（曲（與郭啟華合寫）、監） - 許志安 - 海底撈月（曲、編、監） - 郭富城 - 國王的新歌（曲、編、監） | - 郭富城 - 盛大獻映（曲、編（與Adrian Chan合編）、監） - 郭富城 - 緩慢（曲、編、監） - 郭富城 - 極度哀艷的晚上（監） - 郭富城 - 離場（監） - 陳 琪 - 業餘特工隊（曲、編） - 楊千嬅 - 燭光夜（曲、編） - 楊千嬅 - 三分鐘戀愛熱度（曲、編） - 鄭秀文 - 不要（曲、編） - 鄭秀文 - 顏色…氣味 - 梁漢文 - 親愛的（曲、編） - 戴恩玲 - 不經意（曲、編） - 譚耀文 - 午夜的摩托車（曲、編） - 關淑怡 - 忘記他是她（編） |

### 1997年
| | |
| - 王 菲 - 玩具（曲、編） - 王 菲 - 不得了（曲、編） - 何超儀 - 看得出的快活（編、監） - 郭富城 - 戰鼓（（曲、編與Joey Tang合作）、監） - 郭富城 - 花（曲、編、監） - 林海峰 - 的士夠格（曲、編） - 杜德偉 - 盪得起（Sky Version）（監） - 杜德偉 - 盪得起（Ground Version）（監） - 杜德偉 - 窒息（編、監） - 杜德偉 - 她這般狂野（步步緊逼Version）（編、監） | - 杜德偉 - Be Your Love（心徹自療Version）（編、監） - 杜德偉 - Because I Love You（Heart Rate 171 Version）（編、監） - 杜德偉 - I Just Want To Be Your Everything（Night Runner Version）（編、監） - 杜德偉 - I Just Called To Say I Love You（E-mail Version）（編、監） - 杜德偉、蘇慧倫 - 舊情復熾（重遇嘉年華Version）（編、監） - 草 蜢 - 往上走（曲、編（與王雙駿合編）） |

### 1998年
| |                                                                            |
| - 陳奕迅 - 超人的主題曲（曲、編）（以「山本洋太」名義發表） - 許志安 - 一家一減你（編（與Joey Tang合編）） - 許志安 - 走得漂亮（編（與Joey Tang合編）） - 陳慧琳 - 細雨（詞） | - 王 菲 - 色誡（編） - 蘇永康 - 蘭桂坊的故事（曲（與蘇永康合寫）、編、監） |

### 1999年
| | |
| - 王 菲 - 開到荼蘼（曲、編） - 王 菲 - 守望麥田（國語版：百年孤寂）（曲（與Adrian Chan合寫）、編） - 汪明荃 - （濃情）朱古力（與錢文璟合寫） - 汪明荃、鄭少秋 - 有情樂章（與Alex San、Adrian Chan合寫） - 張栢芝 - 遇見日期（曲、編、監） - 張國榮 - 夢死醉生（曲、編） - 張國榮 - 寂寞有害（編） - 張國榮 - 同道中人（曲、編） - 張國榮 - 陪你倒數（曲、編） | - 梁漢文 - 三分鐘（監） - 梁漢文 - 星情呼應（曲（與Alex San合寫）、編、監） - 梁漢文 - 熱氣球（編、監） - 梁漢文 - 大搖大擺（與（Jean Chien合寫）、編、監） - 梅艷芳 - 反翻版（曲、編；與Gary Tong、Joey Tang合寫；與Gary Tong合編） - 楊千嬅 - 仲夏夜之夢（編、監） - 鄭少秋 - 香港料理（與Alex San合寫） - 鄭秀文 - 插曲 - 鄭秀文 - 另類男女（與Adrian Chan合寫） - 蘇慧倫 - 我的眼淚在顫抖 - 蘇慧倫 - 花樣 |

### 2000年
| | |
| - 王 菲 - 螢火蟲（國語版：再見螢火蟲）（曲、編） - 王 菲 - 給自己的情書（國語版：笑忘書）（曲、編） - 張栢芝 - 迷戀愛劇場 - 梁漢文 - 我的命運（編、監） - 梁漢文 - 約妳（編、監） - 梁漢文 - 有個人很想你（編、監） | - 陳奕迅 - 低等動物（編、監） - 楊千嬅 - 可人兒（監） - 楊千嬅 - 深息（曲、編、監） - 楊千嬅 - 吹牛娃娃（曲、編、監） - 楊千嬅 - 智多多知多多（曲） |

### 2001年
| | |
| - 容祖兒 - 精神戀愛（曲、編） - 容祖兒 - 隆重登場（曲、編） - 張栢芝 - 免費試聽 - 張國榮 - 夢到內河（曲、編） - 張燊悅 - 一不小心（I Can't Close My Eyes）（編、監） - 張燊悅 - 怎暴露（編、監） - 張燊悅 - 怎暴露（BJ Murphy Club Mix）（編） | - 梁漢文 - 愚樂一週 - 梁詠琪 - 我@你 - 陳文媛 - 順路（曲、編） - 陳奕迅 - 低等動物（國）（編、監） - 彭 羚 - 戀人快語（曲、編） - 楊千嬅 - 照相本子（編、監） - 楊千嬅 - 姊妹（曲、編、監） |

### 2002年
|                                                                             | |
| - 李蘢怡 - 會員專利（曲、編） - 李蘢怡 - 改革之女（曲、編） - 胡蓓蔚 - 兩難 | - 陳曉東 - 淡然一周（曲、編） - 楊千嬅 - 一個人的童話（曲、編、監） - 楊千嬅 - 一千零一個（編、監） |

### 2003年
| | |
| - 何超儀 - 任你（監） - 何超儀 - 跳舞（監） - 何超儀 - 無慘繪（監） - 何超儀 - War is you（監） - 何超儀 - 假的戀愛（監） | - 何超儀 - 窩囊廢（曲、編、監） - 容祖兒 - 派對機器（曲、編） - 張國榮 - 千嬌百美（曲、編） - 楊千嬅 - 我很好（曲、編） - 楊千嬅 - 舊地（曲、編、監） |

### 2004年
|                               |  |
| - 楊千嬅 - 吵我（曲、編、監） |  |

### 2005年
| | |
| - 王菀之 - 面斥不雅（編（與馮翰銘合編）） - 張 瑤 - 今天以後（曲、編） - 張 瑤 - 誓言的幻境（曲、編） - 軟硬天師 - 你我（曲、編） - 軟硬天師 - 好係我（曲、編） | - 陳奕迅 - 爛（曲、編） - 陳奕迅 - 浮誇（曲、編） - 陳奕迅 - 三個人的探戈（編） - 陳奕迅 - 大個女（曲、編） - 楊千嬅 - 詭異（曲、編） |

### 2006年
| | |
| - 陳奕迅 - 裙下之臣（監） - 陳奕迅 - 黑擇明（曲、編、監） - 陳奕迅 - 富士山下（編） - 陳奕迅 - 不如不見（編、監） - 陳奕迅 - 心深傷透（詞、監） - 陳奕迅 - 解藥（監） | - 陳奕迅 - 天公地道（編、監） - 陳奕迅 - 粵語殘片（曲、編、監） - 楊千嬅 - 她成功了他沒有（編） - 楊千嬅 - 毅行（曲、編、監） - 楊千嬅 - 我只能跳舞（曲、編、監） - 劉浩龍 - 恢復自由（曲、編） |

### 2007年
| | |
| - 李克勤 - 紙婚（feat. David Garrett on Violin）（編（與孫偉明、Ted Lo合編）、監） - 李克勤 - 分岔口（編（與孫偉明合編）、監） - 李克勤 - Twins（曲、編、監） - 李克勤 - 生命四重奏（監） - 李克勤 - 晚安（監） - 李克勤 - 紙婚（feat. 李嘉齡 on Piano）（編、監） - 李克勤 - 再見演奏廳（編、監） - 孫耀威 - 永遠保護你（編） - 孫耀威 - 秒殺（曲、編） - 孫耀威、陳詩慧 - 走出生天（曲、編、監） - 張敬軒 - 追風箏的孩子（編） - 張敬軒 - 迷失表參道（編） - 張敬軒 - 感情用事（曲、編、監） - 張敬軒 - 男孩最痛（編、監） - 張敬軒 - 悔過詩（編） - 張敬軒 - 遙吻（編、監） - 陳奕迅 - 煙味（監） - 陳奕迅 - 淘汰（編、監） | - 陳奕迅 - 快樂男生（曲、編、監） - 陳奕迅 - 月黑風高（曲、編、監） - 陳奕迅 - 愛情轉移（編） - 陳奕迅 - 好久不見（編、監） - 陳奕迅 - 愛是一本書（監） - 陳奕迅 - 白色球鞋（曲、編、監） - 陳奕迅 - 瑪利奧派對（監） - 陳奕迅 - 熱島小夜曲（監） - 陳奕迅 - 閃（監） - 陳奕迅 - 演唱會（曲、編、監） - 陳奕迅 - 滑鐵盧車站（監） - 陳奕迅 - Crying In The Party（監） - 陳奕迅 - 狂熱革命（監） - 陳奕迅 - 乜嘢啫（編、監） - 劉德華、陳奕迅 - 兄弟（編） - 鄧麗欣 - 金光燦爛（曲、編） - 鄧麗欣 - 男孩子挑選哪位？（曲、編） - 盧巧音 - 愛到不能（曲、編） |

### 2008年
| | |
| - Mr. - Voice Mail Message + 戰禍（監（與Gary Tong、Mr.合監）） - Mr. - Everyone（監（與Gary Tong合監）） - Mr. - 想太多（監（與Gary Tong合監）） - Mr. - 假使（監（與Gary Tong合監）） - Mr. - 等不了（監（與Gary Tong合監）） - 吳雨霏 - Lady K（監） - 吳雨霏 - 麗池舞會（監） - 吳雨霏 - 思想態度（監） - 吳雨霏 - 貪新棄舊（曲、編、監） - 容祖兒 - 可歌可泣（曲、編） | - 張敬軒 - 櫻花樹下（監） - 張敬軒 - 隱形人（編、監） - 許志安 - 天下有情人（編） - 許志安 - Bottoms Up（編） - 陳奕迅 - 後台（編、監） - 陳詩慧 - 天橋不見了（曲、編、監） - 陳慧琳 - 中毒太甚（曲、編） - 麥家瑜 - 吃不消（曲、編） - 關楚耀 - 四面楚歌（編） - 關楚耀 - 水母（編、監） |

### 2009年
| | |
| - HotCha - 大場面（曲、編、監） - Mr. - 背影（監（與Davy Chan、Gary Tong合監）） - Mr. - 搖擺（監（與Davy Chan、Gary Tong合監）） - Mr. - 如果我是陳奕迅（監（與Davy Chan、Gary Tong合監）） - Mr. - 感動（監（與Davy Chan、Gary Tong合監）） - Mr. - 森林（監（與Davy Chan、Gary Tong合監）） - Mr. - 無謂再假（監（與Davy Chan、Gary Tong合監）） - Mr. - 遇到了（監（與Davy Chan、Gary Tong合監）） - Mr. - 尋找一千遍（監（與Davy Chan、Gary Tong合監）） - 李克勤 - 冇（編） - 容祖兒 - 心賊難防（曲、編） - 徐子珊 - 讀心術（編、監） - 徐子珊 - 惡作劇（曲、編、監） - 徐子珊 - 血拼（編、監） - 張惠雅 - Cheeky Girl（編、監） | - 許志安 - 你傷風我感冒（編） - 許志安 - Man To Man（編） - 陳奕迅 - Allegro, Opus 3.3 a.m.（監） - 陳奕迅 - 還有什麼可以送給你（監） - 陳奕迅 - 於心有愧（監） - 陳奕迅 - 今天只做一件事（監） - 陳奕迅 - 一個旅人（監） - 陳奕迅 - 七百年後（編、監） - 陳奕迅 - 太陽照常升起（編、監） - 陳奕迅 - 不來也不去（曲、編、監） - 陳奕迅 - 沙龍（編、監） - 陳柏宇 - 人外有人（曲、編、監） - 陳柏宇 - 最後的擁抱（編、監） - 劉美君 - 蝙蝠（曲、編） |

### 2010年
| | |
| - HotCha - 屈尾十（曲、編、監） - HotCha - 冰封（曲、編、監） - Mr. - 黑色狂迷（Mr./C.Y編、Gary Tong/C.Y/Davy Chan監） - Mr. - 最重要（監） - Mr. - 如果我是陳奕迅（國）（監） - 吳雨霏、Hardpack - 謝絕接近（監） - 吳雨霏、Hardpack - 耳王十四一心（監） - 吳雨霏、Hardpack - 鬆踭的藝術（監） - 吳雨霏、Hardpack - 絕配（監） - 容祖兒 - 澎湃（曲、編、監） | - 陳奕迅 - 味之素（編） - 陳柏宇 - 別怕失去（曲、編、監） - 張敬軒 - 春秋（編、監） - 張敬軒 - 隔夜茶（編、監） - 譚詠麟、Mr. - 糖衣陷阱（國語版：超越）（編） - 譚詠麟、Mr. - Go（國語版：太匆匆）（編） - 譚詠麟、Mr. - 六時零十五十六分（國語版：黃昏的你好嗎）（編） - 譚詠麟、Mr. - 智能世代（國語版：校長先生）（曲、編） - 譚詠麟、Mr. - 偷喝酒的故事（國語版：愛有限）（編） |

### 2011年
| | |
| - HotCha - 素顏假期（編、監） - Mr. - Storm（監） - Mr. - Tonight Tonight（監） - Mr. - 那年這天（監） - Mr. - 發神經（監） - Mr. - 零時起哄（監） - Mr. - 兩大無猜（監） - Mr. - 換畫（監） - Mr. - 小傳奇（監） - Mr. - 5 X 幻覺（詞、監） - Mr. - 自言自語（監） - Mr. - 就這樣忘掉你（監） | - 陳奕迅、中國羽毛球隊 - 追求（曲、編、監） - 謝安琪 - 浮雲（編） - 鐘嘉欣 If You Want Me（編、監（與Davy Chan合監）） - 吳雨霏 - 東京三月（編） - 吳雨霏 - 未晚（編） - 楊冪 - 還過得去（曲與Davy Chan合寫、編、與Davy Chan合監） - 楊冪 - 滴答（編、與陳奕迅合監） - 關楚耀 - 別再躲（編） |

### 2012年
| | |
| - HotCha - 門內（曲、編、監） - HotCha - 門外（曲、編、監） - Mr. - 方向感（監） - Choco - My Way（監（與Davy Chan合監）） - Choco - Babe I Love You！ （監（與Davy Chan合監）） - Choco - Everybody Listen To Me（監（與Davy Chan合監）） - 林 凡 - 不能更快樂嗎（曲） - 林 峯 - 寂寞星球（曲、編） - 林 峯 - 暗中作樂（編） - 林 峯 - 一刀切（曲、編） - 潘辰 - 放肆呼吸（編、與Davy Chan合監） | - 容祖兒、林欣彤 - 追風箏的風箏（曲（與Davy Chan合寫）、編） - 陳奕迅 - 人人愛（曲、編、監） - 林憶蓮 - 路過蜻蜓（編） - 鍾氏兄弟 - 沒有愛（曲、編） - 陳僖儀 - 屍變（曲、編） - 譚詠麟 - 舊生會派對（編） - 譚詠麟 - 何謂愛（編） - N'gine - 殘局（曲（與N'gine、Joey Tang合寫）、編（與Joey Tang合編）、監（與Joey Tang、Davy Chan合監）） |

### 2013年
| | |
| - N'gine - 水銀瀉地（編（與Joey Tang、N'gine合編）監（與Joey Tang、Davy Chan合監）） - 張智霖 - 歲月如歌（原唱陳奕迅）（編） - 陳奕迅 - 主旋律（曲、編、監） - 陳奕迅 - 告別娑婆（曲、編、監） - 陳奕迅 - 斯德哥爾摩情人（曲、編） - 陳奕迅 - 失憶蝴蝶（編、監） - 陳奕迅 - 床頭床尾（編、監） | - 麥家瑜 - 不要教壞我（曲、編） - 張敬軒 - 塵埃落定（編） - 張敬軒 - 紅（原唱張國榮）（編） - 鄧建明、顧芮寧 - 我只需要知道（編、監） - 鄧建明、顧芮寧 - 誰贏了（編、監） - 羅力威 - 我可以（編） - Choco - 低頭家族（編、監（與Davy Chan合監）） |

### 2014年
|                                                                                                  |                                                                             |
| - 吳雨霏 - 忍（曲、編） - 何超與海膽仔 - 80's再玩（編、與Davy Chan合監） - 陳奕迅 - 鬥戰神（監） | - 陳奕迅 - 陰天快樂（編） - 鍾偉強 - 搖滾周伯通（國語版：三分鐘）（編、監） |

### 2015年
| | |
| - As One - Candy Ball（監） - Mr. - 邊城（監） - Mr. - 一句（監） - Mr. - 愛你（編、監） - 吳雨霏 - 流螢（曲、編） - 劉惜君 - 莫忘空城（曲、編、監） - 劉惜君 - 我愛我存在（編、監） - 李克勤、容祖兒 - 世界真細小（曲（與Jean Chien合寫）、編、監） | - 陳奕迅 - 一個靈魂的獨白（編、監） - 陳奕迅 - 陪你度過漫長歲月（編、監） - 陳奕迅 - Alone Sleep（編、監） - 楊千嬅 - 剛剛好（編、監（與陳奕迅合監）） - 楊千嬅 - 那一天還未到（編、監（與陳奕迅合監）） - 鍾偉強 - 朦朧夜雨裡（編、監（與Davy Chan合監）） |

### 2016年
| | |
| - Eli - Sink（監） - As One - Hey Ya（監） - 泳 兒 - 浮沙之路（編） - 星座少女 - 星座少女（曲、編、監） | - 陳奕迅 - 四季（國語版：I Do)（編、監） - 張國榮 - 床單（編） - 張國榮 - 你的眼 我的淚（編） - 顧芮寧 Feat. 鄧建明 - 為信念驕傲（詞、編、監） |

### 2017年
| | |
| - 布志綸 - 人在野（曲（與布志綸合寫）） - 星座少女 - 男孩子們（曲、編、監（與Ken Au合監）） - 陳奕迅 - 傅科擺（曲（與Jerald合寫）） - Mr. - 從前說（編、監） - Mr. - 長路（監） | - Mr. - 只好再見（編、監） - Mr. - 中伏（監） - Mr. - 今天怎麼了（監） - Mr. - 新平衡（監） - Mr. - 還原成長（監） - Mr. - 致未來的我（曲、監） |

### 2018年
| |                                                 |
| - 曹震豪 - Hi Boss（編、監（與Hey Joe Trio合編）） - 蔚雨芯&馬天佑&陳嘉茵&ReVe - 火熱動感（編、監） - Gin Lee - 侘寂（曲、編） | - 陳 蕾 - Run Away（編、監） - 陳 蕾 - 慌（監） |

### 2019年
| | |
| - Mr. - 釋放自己（監（與Gary Tong合監）） - Eli - No Exit（監） - 陳 蕾 - 當我迷失時聽的歌（監） - 陳 蕾 - 妖治時代 ( 編、監（與Ken Au合監）) - 陳嘉茵 - 火星文（曲、編、監） - 馬天佑 - 超过些（曲、編、监（與Ken Au合監）） - 馬天佑 - 大妄想家（與馬天佑、Tina Chan合寫、編、监（與Ken Au合監）） | - 康 華 - 拼火花（編） - 陶枳樽 - Wake Up My Soul（曲、編、监（與Ken Au合監）） - 劉惜君 - 不了了之（曲、編、監） - 賴淞鳳 - 電光火石（曲、編） - 蘇永康 - All That Jazz（與高世章合寫、編、與蘇永康合監） - 曹震豪 - 窮忙族長（編、與Ken Au合監） |

### 2020年
| | |
| - Gin Lee - 搬（編） - ONE PROMISE - 明年見（編（與ONE PROMISE、Gary Tong合編）、监（與Gary Tong合監）） - 馬天佑 - 鹿角少年（與馬天佑合寫、編、监（與Ken Au合監）） - 張國榮 – 左右手 The Paradox of Choice（編） - 張國榮 – 同道中人 Night Thoughts（編） - 張國榮 – 陪你倒數 The Sambass & Bossa（編） | - 張國榮 – 夢到內河 A Rose's Spike（編） - 張國榮 – 我 The Hymn of Water Fairies（編） - 張國榮 - 我（永遠都愛）The Reprise（國語）（編） - 張惠雅 - 自由流浪（編、監（與Ken Au合監）） - 張惠雅 - Oneday（編、監（與Ken Au、張惠雅合監）） - 郭 思、何彥芷 - 女朋友們（曲、編、监（與Ken Au合監）） |

### 2021年
| |                                                          |
| - FreshLife - 如果這世界沒有你（編、監（與FreshLife、Ken Au合作）） - HEY JOE TRIO Feat. Dash - 最耀眼（監（與Dennie Wong、HEY JOE TRIO合作）） | - 張惠雅 - 浪漫石（編、監（與Kreen Anhao、張惠雅合作）） |

### 2022年
|                                                                                                   |                                         |
| - COLLAR - Call My Name!（監（與謝國維合監）） - COLLAR - Gotta Go!（曲、編、監（與謝國維合監）） | - 敖可凝 - 不要傷害我（曲、詞、編、監） |

### 2024年
|                                                                |  |
| - Josie & the Uni Boys - 沒完沒了的完美（監（與D. Chan合監）） |  |

## 爭議

### 歌曲多次被指抄襲
2022年4月，江志仁包辦香港女子組合COLLAR歌曲《Gotta Go!》曲、編、監三職，惟歌曲上架後即被網民指出曲風及其中一句旋律和日本二人組合YOASOBI的歌曲《夜に駆ける》極為相似，有抄襲之嫌。
而江志仁的舊作（作曲或編曲）陸續被網民質疑抄襲，包括：陳奕迅的《超人的主題曲》與水木一郎的《燃えろ! 仮面ライダー》相似；郭富城的《國王的新歌》與《Sweet Charity 1969》電影配樂 "The Rich Man's Frug" 相似；王菲的《再見螢火蟲》與 Garbage的《The World is not Enough》相似；王菲的《不再兒嬉》與 Evelyn Champagne King《Shame》相似；Mr.的《零時起哄》與 The Postal Service 的《Such Great Heights》相似；Mr.的《黑色狂迷》與Simple Plan《The End》相似；陳蕾的《妖治時代》的編曲與ZUTOMAYO的 Humanoid 相似等。

## 備註
1. ↑  出現於香港歌手黎明《危情追蹤》及陳奕迅《超人的主題曲》

## 外部連結
- 江志仁在互联网电影资料库（IMDb）上的資料（英文）